# Бархатница Эффенди
Бархатница Эффенди (лат. Satyrus effendi) — вид дневных бабочек из семейства Бархатницы.

## Этимология латинского названия
Видовое название дано в честь Рустама Мамед-Эмин Оглы Эффенди (1934—1991) — советского и азербайджанского энтомолога-лепидоптеролога, и диссидента, посвятивший всю свою жизнь изучению и коллекционированию чешуекрылых Закавказья. Собранная им коллекция бабочек насчитывала свыше 30 тысяч экземпляров. Работал совместно с украинским энтомологом Некрутенко Ю. П., впервые описавшим данный вид бабочек.

## Открытие
Наиболее старые известные экземпляры вида в музеях и частных коллекциях относятся к второй половине 1930-х годов и датированы «Нахичевань, Зангезурский хр., пос. Парагачай 9.08.1935», «Нахичевань, Зангезурский хр., пос. Капуджих, 17.08.1939», «Нахчыван, хребет Зангезур, деревня Капутдзих, 17.08.1939». Четыре самца и две самки были позже собраны энтомологом Аанатолием Васильевичем Цветаевым 10.08.1970 года возле села Пазмари Ордубадского района Нахчывана на высоте 3000 м н.у.м. Эти экземпляры были включены в типовую серию вида, голотип и паратипы остались в фондовом собрании Зоологического музея МГУ им. М. В. Ломоносова и в частной коллекции энтомолога Владимира Александровича Гансона. Образцы 1970 года также представлены в частной коллекции П. И. Беда (Люберцы, Московская область, Российская Федерация). Кроме того, образцы, собранные русским энтомологом В. К. Тузовым 30 июля — 1 августа 1986 года в селе Ню-Ню в Ордубадском районе Нахчывана были включены в типовую серию. Остальные паратипы хранятся в ЗМК, ИЗАНУ и собственно в частной коллекции В. Тузова. Длительное время после этого любые другие местонахождения или собранные образцы вида не были известны. Только лишь в 2011 году появились первые данные о находке единичной популяции вида на территории Армении.

## Описание
Длина переднего крыла около 27 мм. Крылья самца сверху коричневые, тёмно-бурые. Передние крылья широкие, с округленной вершиной и выпуклым наружным краем. Задние крылья с несколько волнистым внешним краем. заднее со слегка волнистым внешним краем. Переднее крыло самца на верхней стороне имеет одно крупное угольно-черного цвета глазчатое пятно, центрированное белым цветом. На нижней стороне переднее крыло темно-коричневого цвета, с тусклым красно-коричневым полем в срединной области, а также темными ломанными постдискальной и антемаргинальной линиями. Костальный край и центральная ячейка с многочисленными темными пестринамн. Глазчатое пятно с охристой оторочкой с нечёткой внешней границей. Андрокониальное поле отсутствует. Заднее крыло самца на нижней стороне пестро окрашено, с узкими белесоватыми перевязими. Жилки крыла светлые, хорошо выделяются на общем фоне основной окраски. Бахромка крыльев соответствует цвету основного фона, либо немного светлее.
Самка имеет более светлую коричневую окраску. Её переднее крыло имеет обширное коричнево-красное поле в срединной области, глазчатое пятно крупнее, чем у самца, окружено светлой каймой. Бахромка явственно светлее общей фоновой окраски крыльев. Может наблюдаться добавочное глазчатое пятно в ячейке Cu1 — Cu2.

## Ареал и местообитание
Ареал представлен несколькими изолированными популяциями в высокогорьях южной оконечности Зангезурского хребта и Мегринского хребта. Из всех известных популяций данного вида, три популяции находятся в Нахичеванской Автономной Республике, в Азербайджане, вблизи Ню-Ню, Пазмари и высокогорий Парагачаевской долины до склонов горы Капутджих, еще одна популяция обитает на восточном склоне Зангезур в Армении вблизи озера Капуйт.
Бабочки населяет хорошо прогреваемые солнцем каменистые склоны, поросшие травянистой растительностью и мелким кустарником, на высотах от 1700 до 3000 м над уровнем моря.